# András Nagy (Politiker)

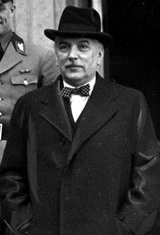
András Nagy (1940)

András Nagy von Tasnád (auch András Tasnádi Nagy oder András Tasnády-Nagy, * 29. Januar 1882 in Budapest; † 1. Juli 1956 ebenda) war ein ungarischer Politiker, Jurist und Justizminister. Er war von 1939 bis 1944 Präsident des Abgeordnetenhauses im Ungarischen Parlament.

## Leben
Nagy studierte in Budapest Rechts- und Staatswissenschaften und erlangte den Doktortitel. Ab 1908 wirkte er als Anwalt und war von 1910 bis 1925 Anwalt der königlich ungarischen Staatsbahnen. Von 1933 bis 1935 war er Staatssekretär im Justizministerium und anschließend bis 1938 im Ministerium für Kultus und Unterricht. Ab 1936 war er Parlamentsabgeordneter der Nemzeti Egység Pártja (Nationale Partei der Einheit) für den Wahlkreis Hajdúszoboszló im Komitat Hajdú. Zeitgleich war er ab 15. November 1938 in den Kabinetten von Béla Imrédy und Pál Teleki Justizminister. Am 9. November 1939 trat er von diesem Amt zurück, als er nach dem Tod von Kálmán Darányi zu dessen Nachfolger als Präsident des Abgeordnetenhauses ernannt wurde.
Nach der Machtübernahme der Pfeilkreuzler unter Ferenc Szálasi im Oktober 1944 wurde er Mitglied in der rechtsradikalen politischen Gruppierung Nationalverband der Gesetzgebenden (Törvényhozók Nemzeti Szövetsége) sowie Mitglied im Landesrat (Országtanács) von Szálasi. Nach Ende des Weltkriegs wurde er für seine Mitgliedschaften vom Volksgerichtshof (Népbíróság) als Kriegsverbrecher zum Tode durch Erschießen verurteilt. Dies wurde jedoch später zu einer lebenslangen Haftstrafe umgewandelt.